# Dallas Tennis Classic 2012
Il Dallas Tennis Classic 2012 è stato un torneo professionistico di tennis maschile giocato sul cemento. È stata la 1ª edizione del torneo che fa parte dell'ATP Challenger Tour nell'ambito dell'ATP Challenger Tour 2012. Si è giocato a Dallas negli USA dal 12 al 18 marzo 2012.

## Partecipanti

### Teste di serie
| Nazionalità   | Giocatore          | Ranking* | Testa di serie |
| ------------- | ------------------ | -------- | -------------- |
| Croazia       | Marin Čilić        | 24       | 1              |
| Russia        | Alex Bogomolov Jr. | 37       | 2              |
| Italia        | Andreas Seppi      | 46       | 3              |
| Paesi Bassi   | Robin Haase        | 55       | 4              |
| Taipei cinese | Lu Yen-hsun        | 56       | 5              |
| Israele       | Dudi Sela          | 63       | 6              |
| Italia        | Potito Starace     | 68       | 7              |
| Slovacchia    | Lukáš Lacko        | 69       | 8              |

- Ranking al 5 marzo 2012.

### Altri partecipanti
Giocatori che hanno ricevuto una wild card:
- Benjamin Becker
- Amer Delić
- Tommy Haas
- John Nallon

Giocatori passati dalle qualificazioni:
- Frank Dancevic
- Thomas Fabbiano
- Alex Kuznetsov
- Miša Zverev

## Campioni

### Singolare
Frank Dancevic ha battuto in finale  Igor' Andreev con il punteggio di 7–6(4), 6–3

### Doppio
Santiago González /  Scott Lipsky hanno battuto in finale  Bobby Reynolds /  Michael Russell con il punteggio di 6–4, 6–3